# Maréchal Foch (cépage)
Pour les articles homonymes, voir Foch (homonymie).
Le Maréchal Foch ou maréchal-foch est un cépage de raisins noirs.

## Origine et répartition géographique

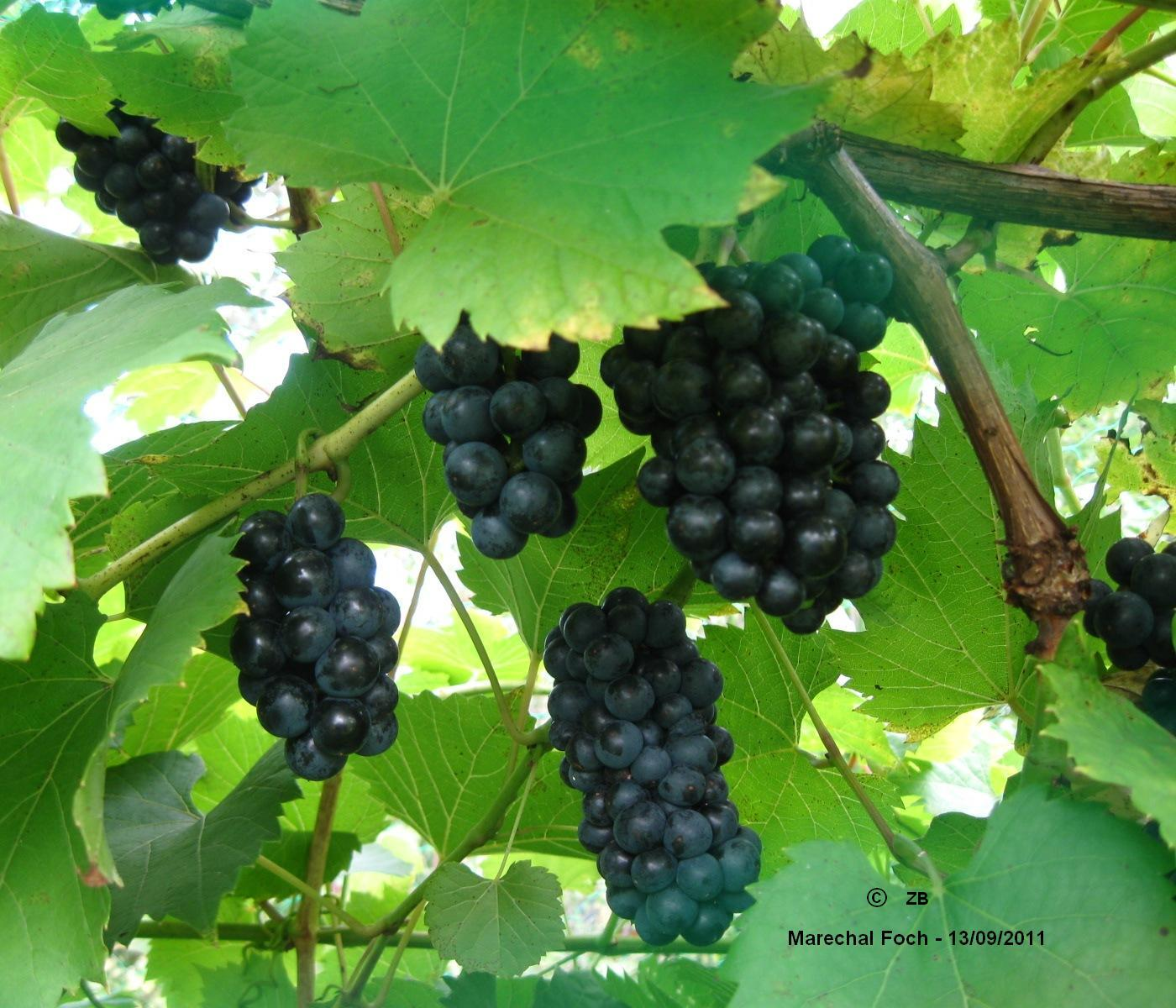
Grappes de Maréchal Foch.

Le Maréchal Foch est une obtention de Eugène Kuhlmann vers 1911 en croisant (Vitis riparia × Vitis rupestris) × Goldriesling dans les installations du Institut Viticole Oberlin à Colmar en Alsace et commercialisé à partir de 1921.
Le cépage est une hybride avec des parentages de Vitis vinifera, Vitis riparia et Vitis rupestris.
Des plantations sont connues au Canada (particulièrement au Québec) et aux États-Unis (Orégon). En France, il en reste très peu.
Du même croisement sont issus les cépages Lucie Kuhlmann, Léon Millot, Maréchal Joffre, Pinard, Etoile I, Etoile II et le Triomphe d'Alsace.
Le nom du cépage a été choisi en hommage à Ferdinand Foch (1851-1929), fait maréchal de France en 1918.

## Aptitudes culturales
La maturité est de première époque précoce : 5 - 6 jours avant le chasselas.

## Potentiel technologique

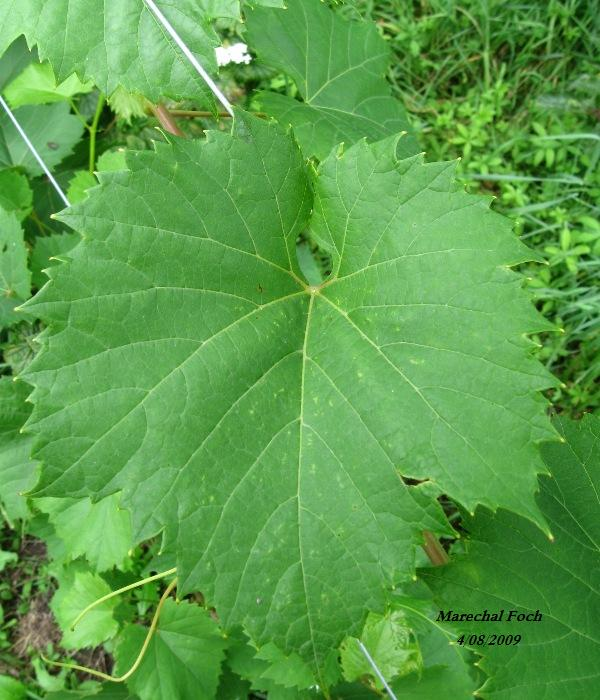
Feuille de Maréchal Foch.

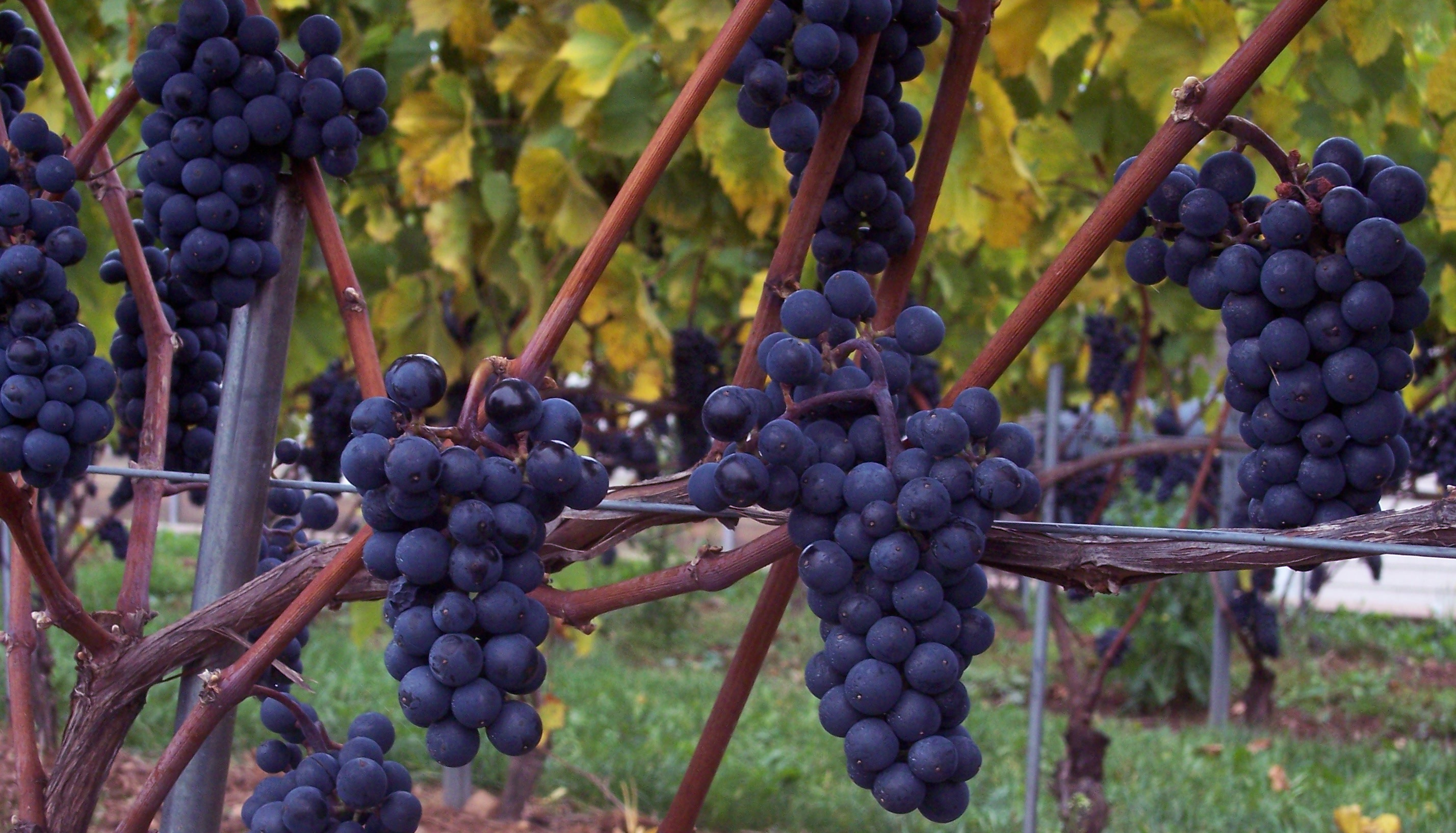
Grappes de Maréchal Foch.

Les grappes sont petites et les baies sont de taille petite. La grappe est cylindrique, ailée et lâche. Le cépage est vigoureux et s'il est conduit à taille longue, la fertilité assez bonne et régulière. Il est assez résistant au mildiou, mais il craint l’oïdium.
Le vin blanc est coloré et très alcoolique. Issu d'une vendange mûre, le vin est plat.

## Synonymes
Le Maréchal Foch est aussi connu sous le nom 188-2 Kuhlmann.